# Energetický a průmyslový holding
Energetický a průmyslový holding, a.s., spesso abbreviata anche in EPH, è una compagnia ceca attiva nel settore energetico. Il gruppo si occupa di estrazione del carbone, gas, elettricità e la produzione di calore con conseguente distribuzione e vendita ai clienti. Azionariato di EPH era diviso in: 44.44% al PPF Group, 37.04% J&T e il 18,52% al magnate ceco Daniel Křetínský, presidente della società e tra le altre cose anche della squadra di calcio Sparta Praga.

## Le proprietà del gruppo

### In Italia
In Italia EPH ha acquisito parte dei possedimenti appartenenti all'azienda tedesca E.ON, nello specifico:
- la centrale termoelettrica di Fiume Santo, a Sassari (600 MW)
- le centrali elettriche a gas di:
  - Livorno Ferraris (805 MW)
  - Tavazzano (1,740 MW)
  - Ostiglia (1,482 MW)
  - Ferrara
  - Trapani
  - Scandale (814 MW)

### In Repubblica Ceca
Le principali attività detenute in Repubblica Ceca sono:
- Centrale a carbone ed elettrica di Opatovice (363 MW)
- United Energy, società di produzione di elettricità e di calore con sede a Most
- Plzeňská energetika, società di produzione di elettricità e di calore con sede a Plzeň
- Pražská teplárenská società di produzione di calore con sede a Praga
- EP Renewables - impianti di energia rinnovabile sviluppatore

### In Germania
In Germania è titolare di due aziende:
- MIBRAG Mbh, Compagnia mineraria con stabilimento a Profen, in Sassonia-Anhalt e proprietaria della miniera United Schleenhain, in Sassonia.
- Saale Energie, con stabilimento a Schkopau

Nel mese di settembre EPH ha annunciato l'acquisizione (attraverso MIBRAG) la centrale di Buschhaus e la vicina miniera di carbone a Schöningen

### In Slovacchia
Nel gennaio 2013, EPH acquisito da GDF Suez e E.ON la Slovak Gas Holding, proprietaria del 49% di azioni della Slovenský plynárenský priemysel per circa € 2,6 miliardi. Nel settembre 2013 il governo slovacco ha accettato di riorganizzazione dell'SPP. Come risultato la Slovacchia otterrà il 100% del capitale SPP, ma EPH guadagnerà il 49% del capitale e il controllo di gestione in SPP Distribúcia, che acquisirà la maggior parte delle attuali filiali SPP.
Nel maggio 2013 Électricité de France (EDF) ha confermato che avrebbe venduto la sua quota del 49 per cento in Stredoslovenská energetika (SSE) per EPH per circa 400 milioni di €.
Nel dicembre 2013 EPH acquistò il 40.45% del capitale dell'operatore di stoccaggio del gas NAFTA da E.ON, mentre il 56.15% del capitale è detenuto da SPP Infrastrutture.

### In Polonia
- PG Slesia (99,8% del capitale), compagnia mineraria.

### Regno Unito
Nel novembre 2014 è stato annunciato, che EPH acquisirà la centrale di Eggborough. L'operazione è stata completata nel gennaio 2015.